# 泰國天鷹航空

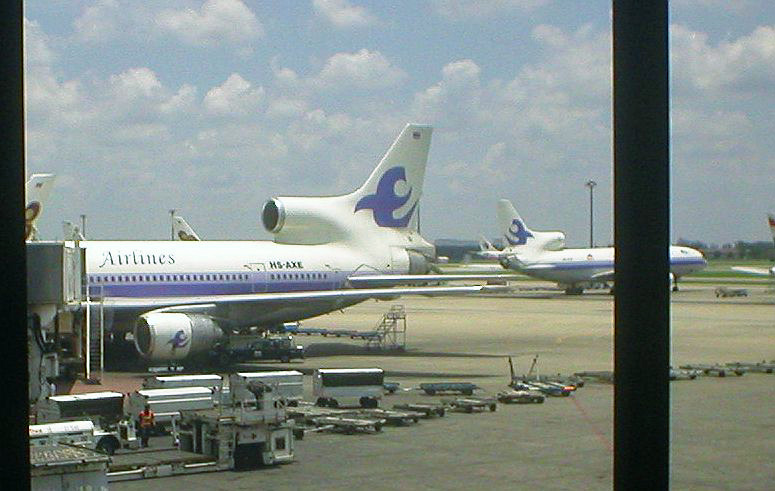
停在曼谷廊曼國際機場的兩架泰國天鷹航空L-1011飛機

泰國天鷹航空（英語：Thai Sky Airlines）是一家總部設於泰國的航空公司，於2006年結業。主要投資者是在香港和泰國的企業。它主力經營包機業務。

## 航點
- 泰國曼谷
- 香港
- 台灣台北
- 南韓首爾

## 機型
- 3架L-1011
- 1架B747-300

## 事故
- 2005年8月，該航空一班由曼谷飛往香港航機因機件故障而暫停，數百名乘客滯留在當地超過一日。期間航空公司為旅客提供酒店和餐費，期後多名乘客向香港當局提出投訴
- 2006年1月2日，該航空其中一架L1011型客機在首爾仁川國際機場發生意外。客機輪胎爆裂，此事故導致仁川至曼谷航線一度暫停運作。